# Joanna Miller
Joanna Miller (ur. 1 czerwca 1994 w Gdyni) – czołowa zawodniczka polskiego motocrossu, wielokrotna Mistrzyni Polski w klasie kobiet. Zdobyła wiele tytułów w motocrossowych mistrzostwach Polski kobiet, startowała w najmocniejszych polskich klasach, na mistrzostwach Europy oraz na mistrzostwach świata. Reprezentuje barwy polskiego klubu Człuchowski AutoMotoKlub POLTAREX na motocyklu Yamaha YZF 250.

## Kariera
Zaczynała od gry w piłkę nożną. Miała 12 lat, kiedy ojciec kupił jej Yamahę 85cc. Trafiła pod skrzydła trenera Mirosława Kowalskiego. W 2007 pierwszy raz wystartowała w zawodach.
Wówczas nie było wielu zawodniczek, więc Joanna od początku rywalizowała z chłopcami. Szybko stała się najszybszą polską zawodniczką.
Przez lata kariery Joanna trenowała pod okiem wielu trenerów, m.in. wraz z teamem DUUST KTM pod okiem Justina Morrisa, który od wielu lat współpracuje z zawodnikami Mistrzostw Świata.
Jest najlepszą zawodniczką w polskiej motocrossowej klasie kobiet, a podczas startów w najmocniejszych klasach również plasuje się na wysokich pozycjach.
Jej największym osiągnięciem jest III miejsce w Zawodach Mistrzostw Świata w Arco di Trento (Włochy) w 2012.

## Nagrody
- Mistrzostwo Polski Kobiet 2019
- Puchar Polski PitBike Pit Ladies 2019
- V miejsce w Mistrzostwach Europy kobiet 2017 (klasyfikacja generalna)
- IX miejsce w rundzie Mistrzostw Świata we Francji 2017
- Mistrzostwo Polski Kobiet 2016
- XIV miejsce w Mistrzostwach Świata 2016 (klasyfikacja generalna)
- V miejsce w Pucharze Europy kobiet 2016
- Mistrzostwo Polski Kobiet 2014
- XIII miejsce w Mistrzostwach Świata 2014 (klasyfikacja generalna)
- Mistrzostwo Polski Kobiet 2013
- XVI miejsce w Mistrzostwach Świata 2013 (klasyfikacja generalna)
- III miejsce w zawodach Mistrzostw Świata w Arco di Trento 2012
- XI miejsce w Mistrzostwach Świata 2012 (klasyfikacja generalna)
- Puchar Polski Kobiet 2011
- VIII miejsce w Mistrzostwach Świata 2011 (klasyfikacja generalna)